# 田中明夫
田中 明夫（たなか あきお、1926年9月21日 - 2003年1月19日）は、日本の俳優、声優。本名は同じ。
東京都四谷区（現：新宿区）舟町出身。芝中学校卒業。テコジャパンエージェンシー、おぎいくこ事務所に所属していた。

## 来歴・人物
中学生時代から歌舞伎を好んで親しんでいたことで、それが高じて役者の道を目指すことになる。1944年（昭和19年）、松竹大船内の「劇団大船」に入団、1946年（昭和21年）には「児童劇団テアトル・ピッコロ」に移る。1949年（昭和24年）に劇団の分裂騒ぎからテアトル・ピッコロを退団、1950年（昭和25年）に三島雅夫らの演劇研究会「一九五〇年」に参加し、後にこのメンバーで劇団七曜会を結成。1955年（昭和30年）に劇団四季に入団。1974年（昭和49年）にフリーになって以降もテレビドラマ、映画、舞台などで存在感のある脇役として活躍。特に憎々しい悪役がはまり役で、テレビ時代劇『水戸黄門』では常連悪役の一人だった。
また、伊丹十三監督の映画作品にも多数出演。洋画の吹き替えなど声優としても活躍した。
2003年（平成15年）1月16日自宅で入浴中に意識不明となり、救急車で病院に運ばれたが3日後の19日、肝不全のため入院先の神奈川県横須賀市の病院で死去。76歳没。

## 後任
田中の死後、持ち役を引き継いだ人物は以下の通り。
| 後任     | 役名                                     | 概要作品                                              | 後任の初担当作品  |
| -------- | ---------------------------------------- | ----------------------------------------------------- | ----------------- |
| 塾一久   | エルキュール・ポアロ                     | 『オリエント急行殺人事件』                            | DVD版追加収録部分 |
| 松井範雄 | ジェフロ・ルーキャッスル                 | 『シャーロック・ホームズの冒険 ぶなの木屋敷の怪』     | DVD版追加収録部分 |
| 松井範雄 | ロス大佐                                 | 『シャーロック・ホームズの冒険 銀星号事件』           | DVD版追加収録部分 |
| 松井範雄 | チャールズ・オーガスタス・ミルヴァートン | 『シャーロック・ホームズの冒険 犯人は二人』           | DVD版追加収録部分 |
| 藤本譲   | ジェイソン・ラフィール                   | ジョーン・ヒクソン版『ミス・マープル カリブ海の秘密』 | DVD版追加収録部分 |

## 出演作品（俳優）

### テレビドラマ
- 私は貝になりたい（1958年、KRT） - 戦犯法廷の通訳
- マンモスタワー（1958年、KRT） - 船村
- 人間の條件（1962年、TBS）
- 徳川家康（1962年、NET）
- 松本清張シリーズ・黒の組曲 / 不在証明（1962年、NHK総合）
- 正塚の婆さん（1963年、TBS）
- こんばんは21世紀（1964年、12ch）
- これが青春だ 第1話「海から来た男」（1966年、NTV / 東宝）
- ザ・ガードマン（TBS / 大映テレビ室）
  - 第47話「美貌の罠」（1966年）
  - 第150話「南海の死闘」（1968年）
  - 第255話「怪談・手首のない幽霊」（1970年）
  - 第321話「結婚式から逃げた花嫁」（1971年）
- レモンのような女 第2話「私は私」（1967年、TBS / 国際放映）
- 大岡越前（TBS / C.A.L）
  - 第2部 第2話「悪の決算」（1971年5月24日） - 肘庵
  - 第4部 第8話「秋刀魚にがいか恋の味」（1974年11月25日）- 伊勢屋彦兵衛
  - 第5部 第22話「父娘の絆」（1978年7月3日） - 森田屋藤蔵
  - 第6部 第32話「越前への挑戦状」（1982年10月11日） - 上総屋宗兵衛
  - 第7部 第23話「闇に閃く恐怖の邪険」（1983年9月26日） - 伊皿子の嘉兵衛
  - 第8部
    - 第1話「大岡越前」（1984年7月16日） - 伊豆屋善助
    - 第26話「将軍救った美女軍団」（1985年1月21日） - 尾州屋

  - 第10部 第1話、第2話「匂い袋に隠された殺意」（1988年3月7日） - 勝田石舟
  - 第11部（1990年）
    - 第10話「相合傘の出逢い」 - 田島屋利平
    - 第22話「贋金を掏った女」 - 能登屋彦右衛門

  - 第12部 第24話「相合い傘に潜む罠」（1992年3月30日） - 唐津屋
- 天皇の世紀 第一部 第10話「攘夷」（1971年、ABC / 国際放映） - 脇坂安宅
- おこれ!男だ 第11話「駈落ちさせていただきます!!」（1973年、NTV / 松竹） - 盲目の娘・千鶴の父親
- 大河ドラマ（NHK総合）
  - 勝海舟（1974年） - 原市之進
  - 草燃える（1979年） - 山内首藤経俊
  - 山河燃ゆ（1984年） - 永野修身
- 水戸黄門（TBS / C.A.L）
  - 第6部
    - 第13話「忍びの女 -鳥取-」（1975年6月23日） - 中川主膳
    - 第26話「暴れん坊の恋 ‐甲府‐」（1975年9月22日） - 芦川久三郎

  - 第7部 第4話「御用船大爆破!! -石巻-」（1976年6月14日） - 時雨の音蔵
  - 第8部
    - 第14話「飛竜の火祭り -新宮-」（1977年10月17日） - 尾鷲粂八郎
    - 第29話「妖雲晴れた桜島 -鹿児島-」（1978年1月30日） - 重富内記

  - 第9部（1978年）
    - 第6話「恐怖の標的 -一ノ関-」 - 金森帯刀
    - 第19話「仇討ち笹りんどう -中津川-」 - 山崎玄藩

  - 第10部
    - 第1話「おあずけ喰った結婚式 -水戸・江戸-」(1979年8月13日） - 伊勢屋宗兵衛
    - 第18話「八兵衛うっかり若旦那 -大垣-」（1979年12月10日） - 万石屋弥右衛門

  - 第11部
    - 第9話「隠密津軽凧 -弘前-」（1980年10月13日）- 榊原外記
    - 第26話「一陽来復水戸の春 -岩槻・水戸-」（1981年2月9日） - 林田外記

  - 第12部 第16話「瀬戸の夕映え花嫁 -広島-」（1981年12月14日） - 堂脇正憲
  - 第13部 第22話「復讐!化け猫騒動 -佐賀-」（1983年3月14日） - 肥前屋伝蔵
  - 第15部（1985年） - 卍屋徳兵ヱ
    - 第1話「謎の美剣士隠密旅 -高松-」
    - 第11話「老公暗殺! 火炎地獄 -福岡-」

  - 第16部（1986年）
    - 第10話「悪を断った鍾馗の舞 -若山-」 - 戸賀崎将監
    - 第25話「黄門様を叱った娘 -鶴岡-」 - 篠原尚重

  - 第17部 第21話「亡霊の正体見たり… -福山-」（1988年1月18日） - 備後屋
  - 第18部
    - 第10話「仇討ち木曽節仁義 -木曽福島-」（1988年11月14日） - 楢屋利兵衛
    - 第26話「怨念渦巻く祭の宿 -豊川-」（1989年3月13日） - 駒田屋仁兵衛

  - 第19部 第11話「黄門様の泥棒指南 -盛岡-」（1989年12月4日） - 尾島屋源右衛門
  - 第20部（1991年）
    - 第21話「奸計暴いた娘の忠義 -人吉-」 - 西浦屋喜左衛門
    - 第40話「津軽馬鹿塗り情け塗り -弘前-」 - 岩木屋
- 破れ傘刀舟悪人狩り（NET / 三船プロ） 
  - 第2話「鉄砲傷が呼んでいる」（1974年） - 林忠英
  - 第49話「火刑台の魔女」（1975年） - 蓬莱屋徳兵衛
  - 第95話「ある少年の出発」（1976年） - 宮崎監物
  - 第122話「凧と十手とにごり酒」（1977年） - 本田道玄
- 非情のライセンス（NET→ANB / 東映）
  - 第2シリーズ 第23話「兇悪の夜の蝶」（1975年） - 落合誠造
  - 第3シリーズ 第26話「ああ兇悪! さらば会田刑事」（1980年） - 秋山
- プレイガールQ  （1975年、12ch / 東映）
  - 第35話「可愛いあばずれ」 - 桜井
  - 第39話「天使は裸で勝負する」 - 三宅社長
- 影同心 第13話「乙女が哭いた殺し節」（1975年、MBS / 東映） - 町名主・甚五郎
- 特別機動捜査隊 第731話「昭和枯れすすき」（1975年、NET / 東映） - 秋葉淳之助
- 夜明けの刑事 第49話「就職の秋・人事課長殺人事件」（1975年、TBS / 大映テレビ） - 杉井人事部長
- 伝七捕物帳 第95話「人情むらさきのれん」（1976年、NTV）- 市兵衛
- 太陽にほえろ! （NTV / 東宝）
  - 第189話「人形の部屋」（1976年） - 竹島社長
  - 第219話「誘拐」（1976年） - 宮田誠
  - 第308話「新しき家族」（1978年） - 大崎社長
  - 第335話「ある結末」（1978年） - 原口専務
  - 第590話「怪盗107号」（1984年） - 大迫（竜神会幹部）
- Gメン'75（TBS / 東映）
  - 第67話「部長刑事暗殺」（1976年） - 犬飼部長刑事
  - 第238話「ジングルベルに呼ばれた幽霊」（1979年） - 望月弁護士
  - 第328話「香港カラテvs赤い手裏剣の女」、第329話「香港カラテvs赤い手裏剣の女　PART2」（1981年） - 郡司政信（議員）
- 大江戸捜査網（12ch→TX / 三船プロ）
  - 第225話「闇の帝王を裁け!」（1976年） - 山代屋吉兵衛
  - 第260話「理由なき殺人」（1976年） - 南部長門守
  - 第334話「むすめ隠密 涙の旅立ち」（1978年） - 湊屋彦兵衛
  - 第350話「音次郎を狙う狼の牙」（1978年） - まんじ屋佐兵衛
  - 第382話「美女誘拐謎のセリ札」（1979年） - 山上伊織
  - 平成版 第1シリーズ 第1話「隠密同心参上!」（1990年） - 北泉義之
- 新・座頭市 第14話「雪の別れ路」（1977年、CX / 勝プロ） - 辰蔵
- 江戸を斬る（TBS / C.A.L）
  - 江戸を斬るII（1975年 - 1976年） - 後藤三右衛門 ※準レギュラー出演
  - 江戸を斬るIII 第3話「金四郎の縁談」（1977年） - 喜久蔵
  - 江戸を斬るVII 第23話「鬼が狙った唐人形」（1987年） - 平戸屋源右衛門
- 華麗なる刑事 第4話「標的は俺だ」（1977年、東宝 / CX） - 前原剛太郎
- 日本の戦後 第4話「それは、晩餐から始まった 財閥解体への道」（1977年、NHK） - 佐々木四郎
- 銀河テレビ小説 / 毎日が日曜日（1977年、NHK総合）
- 桃太郎侍（NTV / 東映）
  - 第40話「男ごころの茶碗酒」（1977年） - 遠藤美濃守
  - 第73話「十手と恋と初手柄」（1978年） - 甲州屋伝蔵
  - 第90話「良薬は苦すぎた」（1978年） - 佐渡屋藤吉
  - 第231話「お伊勢参りは御難旅」（1981年） - 内藤外記
- 破れ奉行 第7話「復讐!汐見橋の女」（1977年、ANB / 中村プロ） - 伊勢屋
- 少年ドラマシリーズ / 幕末未来人（1977年、NHK総合） - 大津屋
- 暴れん坊将軍シリーズ（ANB / 東映）
  - 吉宗評判記 暴れん坊将軍 第162話「纏が咲かせた人参の花」（1981年） - 中小路修理太夫
  - 暴れん坊将軍II（1986年）
    - 第151話「あゝ、嫁入り志願三人娘!」 - 陶山織部
    - 第176話「決戦前夜の仮祝言!」 - 重兵衛

  - 暴れん坊将軍III
    - 第38話「さまよう鬼女の面」（1988年） - 加州屋徳兵衛
    - 第102話「対決!三人の白頭巾」（1990年） - 外岡愚翁
- 特捜最前線（ANB / 東映）
  - 第42話「Gメン・波止場に消ゆ!」（1978年） - 水上弁護士
  - 第62話「ラジコン爆弾を背負った刑事!」（1978年）
  - 第108話「午前0時に降った死体!」（1979年）
  - 第160話「復讐I・悪魔がくれたバリコン爆弾!」、第161話「復讐II・5億円が舞い散るとき!」（1980年） - 山東頭取
  - 第239話「神代警視正の犯罪!」（1981年）
- 達磨大助事件帳 第24話「愛憎の架け橋」（1978年、ANB / 前進座 / 国際放映） - 南部兼八郎
- 大追跡 第7話「札束と赤いバラ」（1978年、NTV / 東宝） - チョウ会長
- 白い巨塔（1978年、CX） - 小山教授
- 風の隼人（1979年、NHK総合） - 筒井政憲
- 若さま侍捕物帳 第1話「命ごま参上!!」（1978年、ANB / 前進座 / 国際放映） - 天満屋喜平太
- 大空港 第36話「さらば鯉沼刑事! 炎の中の青春は終れり」（1979年、CX / 松竹） - 石丸
- 江戸の激斗 第10話「奪われざるもの」（1979年、CX / 東宝） - 和田屋太兵衛
- 長七郎天下ご免! 第1話「日本晴大江戸囃子」（1979年、ANB / 東映） - 加賀屋市兵衛
- 江戸の牙 第6話「撃滅 爆破計画!」（1979年、ANB / 三船プロ） - 蛯名将監
- 噂の刑事トミーとマツ 第1シリーズ 第5話「トミマツ真ッ青・女の戦争」（1979年、TBS / 大映テレビ）
- 土曜ワイド劇場（ANB）
  - 三毛猫ホームズシリーズ 第1作「三毛猫ホームズの推理 女子大密室殺人」（1979年）- 阿部俊三（早乙女学園女子大学学長） 役
  - 江戸川乱歩の美女シリーズ 第21作「白い素肌の美女 江戸川乱歩の『盲獣』」（1983年） - 山野大五郎
  - 西村京太郎トラベルミステリー 第5作「東北新幹線殺人事件」（1984年、東映） - 立野社長
  - 松本清張スペシャル 状況曲線（1994年） - 巨勢堂明
- 3年B組金八先生 第2シリーズ（1980年、TBS） - 松浦悟の父親 ※第24話に限り「明男」と誤記
- 傑作推理劇場 / 松本清張の駆ける男（1980年、ANB / 松竹）
- ザ・ハングマンシリーズ（ABC / 松竹）
  - ザ・ハングマン（1981年）
    - 第9話「奈落ゆき汚職航海」 - 塚田大三郎（日南商事専務）
    - 第18話「大統領の隠し娘」 - 片桐副社長（菱星商事）
    - 第50話「女催眠術師のウラを探れ」 - 北村仙一郎（成蹊塾塾長）

  - ザ・ハングマンII 第22話「裸女の死体と心中した検事」（1982年） - 吉津利平（弁護士）
  - 新ハングマン 第21話「復讐する女の標的は黒いミサイル」（1983年） - 権藤兵助（総会屋）
  - ザ・ハングマン4
    - 第6話「人材バンクが殺人犯を仕立てる!」（1984年） - 桃井幸吉（大東亜興業会長）
    - 第20話「麻薬女優と大学教授の恋がハメられる!」（1985年） - 倉田大地（東和大学常務理事代議士）
- 鬼平犯科帳 第3シリーズ 第14話「蛙の長助」（1982年、ANB / 東宝） - 三浦彦兵衛
- 大奥 第31話「暴かれた禁男の園」、第32話「永遠の処女」（1983年、KTV / 東映） - 奥山交竹院
- ストレイ・シープ(1983年、TBS)　- ニュースキャスター
- 真田太平記（1985年、NHK総合） - 本多正信
- 金田一耕助の傑作推理 霧の山荘（1985年、TBS）
- 12時間超ワイドドラマ / 風雲 柳生武芸帳（1985年、TX） - 徳川家康
- 私鉄沿線97分署 第34話「ラストダンスで一発逆転!!」（1985年、ANB） - 北脇
- 長七郎江戸日記 第1シリーズ （NTV）
  - SP6「風雲!旗本奴と町奴」（1986年4月1日） - 柳沢伯翁
  - 第108話「裏町怨み唄」（1986年9月30日） - 長井佐渡守
- 木曜ゴールデンドラマ / ふたりの女 赤と黒の追憶（1988年、YTV）
- 続・三匹が斬る! 第17話「評判の、早春蘭が死を招く!」（1989年、ANB / 東映） - 三河屋佐兵衛
- お江戸捕物日記 照姫七変化 第6話「悪代官を斬る!」（1990年、CX / 東映） - 相州屋富蔵
- 火曜サスペンス劇場 / 悪夢の五日間（1990年、NTV / トムソーヤ企画）
- 半七捕物帳 第3話「娘いれずみ鬼十手」（1992年、NTV / ユニオン映画） - 土井宗庵 ※里見浩太朗版
- 豆腐屋直次郎の裏の顔 第9・10話（1992年9月8・15日、朝日放送 / アズバーズ） - 富山卓蔵
- 家栽の人 第10話「三姉妹」（1993年、TBS）
- 素晴らしきかな人生（1993年、CX）
- 闇を斬る!大江戸犯科帳 第15話「故郷からの恋文」（1993年、NTV / ユニオン映画） - 足立織部正

### 映画
- さくらんぼ大将（1952年、新東宝）
- 雲ながるる果てに（1953年、重宗プロ・新世紀映画）
- 唐人お吉（1954年、北星）
- 夜の闘魚（1959年、大映）
- 竜巻小僧（1960年、日活）
- 都会の空の用心棒（1960年、日活）
- 街から街へつむじ風（1961年、日活）
- 散弾銃の男（1961年、日活）
- 太陽は狂ってる（1961年、日活）
- アラブの嵐（1961年、日活）
- メキシコ無宿（1962年、日活）
- 機動捜査班 東京午前零時（1962年、日活）
- 地獄の夜は真紅だぜ（1962年、日活）
- 花と竜（1962年、日活）
- 太陽への脱出（1963年、日活）
- 機動捜査班 静かなる暴力（1963年、日活）
- 夜霧のブルース（1963年、日活）
- 狼の王子（1963年、日活）
- 赤い靴とろくでなし（1963年、日活）
- 乾いた花（1964年、松竹）
- 肉体の学校（1965年、東宝）
- フレッシュマン若大将（1969年、東宝）
- 結婚します（1969年、松竹）
- 化石の森（1973年、東宝）
- 犬笛（1978年、東宝）
- 化石の荒野（1982年、東映）
- タンポポ（1985年、東宝） - 部長 役
- マルサの女（1987年、東宝） - すばる銀行支店長 役
- 徳川の女帝 大奥（1988年、にっかつ）
- 獅子王たちの夏（1991年、にっかつ）関東坂上一家 村井組組長 村井与一 役
- ミンボーの女（1992年、東宝） - 大親分 役
- 大病人（1993年、東宝） - プロデューサー 役
- 大阪極道戦争 しのいだれ（1994年、大映）

### 特撮
- 鉄腕アトム（1959年、MBS） - 御茶の水博士
- ウルトラマン前夜祭 ウルトラマン誕生（1966年、TBS・円谷プロ） - ニセ円谷英二 / モンスター博士

### CM
- 本田技研工業 - ホンダ・ライフ（1973年）池田駿介と共演

### 舞台
- ゴールデン・ボーイ（1954年、劇団七曜会） - トム・ムウディ[6]

## 出演作品（声優）

### 吹き替え

#### 俳優
ピーター・ユスティノフ
- クォ・ヴァディス（ネロ）※NET版
- スパルタカス（バタイアタス）※フジテレビ版（思い出の復刻版BD収録）
- 死海殺人事件（エルキュール・ポアロ）
- 地中海殺人事件（エルキュール・ポアロ）
- ナイル殺人事件（エルキュール・ポアロ）
- ロレンツォのオイル/命の詩（ガス・ニコライス教授）
- 黒ひげ大旋風（黒ひげ）

#### 映画
- 狼よさらば（フランク・オチョア警部〈ヴィンセント・ガーディニア〉[7]）
- オズの魔法使（ライオン）※NHK版
- オリエント急行殺人事件（エルキュール・ポアロ〈アルバート・フィニー〉）
- 賭ける女（父〈ジョー・ベルチャー〉）
- 来るべき世界（ピッパ・バスワーシィ〈エドワード・チャップマン〉）
- きまりきった日々（ピーター〈ローン・グリーン〉）
- 新・おしゃれ泥棒（ワッツ〈ジェームズ・メイソン〉）
- スター・ウォーズ ジェダイの復讐（パルパティーン皇帝 / ダース・シディアス〈イアン・マクダーミド〉）※日本テレビ版
- 遠いあかり（イングベ〈ローランド・ヘドルンド〉）
- ナチュラル（判事〈ロバート・プロスキー〉）※TV版
- 花嫁の父（〈レオン・エイムズ〉）※TV版
- パリは燃えているか（コルティッツ将軍〈ゲルト・フレーベ〉）
- マックQ（エド・コスターマン署長〈エディ・アルバート〉）
- ミッション（アルタミラーノ枢機卿〈レイ・マカナリー〉）

#### ドラマ
- アルフ（ウィザー・ディーヴァー）
- おとぎの国
  - 「はだかの王様」（王様〈セバスチャン・キャボット〉）
  - 「夏休みの冒険」（ヒコック少佐〈ロバート・エムハート〉）
- ギャラント・メン（ピート・アンジェロ上等兵〈エディー・フォンティーン〉）
- 刑事コロンボ 殺しの序曲（オリバー・ブラント〈セオドア・ビケル〉）
- 警部マクロード「牡羊座のいれずみ」（カントレル〈セバスチャン・キャボット〉）
- コロネットブルーの謎（マックス〈ジョー・シルバー〉）
- 将軍アイク（チャーチル〈ウェンズレー・パイゼイ〉）
- シャーロック・ホームズの冒険シリーズ（ジェフロ・ルーキャッスル、ロス大佐、チャールズ・オーガスタスミルバートン）
- 署長マクミラン「ねらわれた名画」（館長〈ヘンリー・ジョーンズ〉）
- 0011ナポレオン・ソロ（アマデウス〈アレクサンダー・スコアビー〉）
- 大草原の小さな家「サーカスのおじさん」（オハラ〈レッド・バトンズ〉）
- 探偵スヌープ姉妹「私が容疑者No.1?」（〈スチーブ・アレン〉）
- 探偵キャノン「流血のワイン」）（マイク〈セオドア・ビケル〉）
- チェックメイト（カール博士〈セバスチャン・キャボット〉）
- マッコイと野郎ども
  - 「宝石店ダブルパンチ」（スキッピー〈ジャッキー・クーガン〉）
  - 「マグロをにがすな」（ポイリン〈リチャード・A・ディサート〉）

#### 人形劇
- マペット・ショー（ビンセント・プライス）

### テレビアニメ
- ミームいろいろ夢の旅（1983年、TBS） - ガリレオ・ガリレイ

### 劇場アニメ
- 空飛ぶゆうれい船（1969年、東映動画） - 黒潮会長[8]

### 人形劇
- チロリン村とくるみの木（1956年 - 1964年、NHK総合） - カマキリ先生
- ひょっこりひょうたん島（1964年 - 1969年、NHK総合） - ブル元帥

### ラジオドラマ
- 怪獣ゴジラ（1954年、ニッポン放送） - ナレーター